# Caesio varilineata
Caesio varilineata är en fiskart som beskrevs av Carpenter, 1987. Caesio varilineata ingår i släktet Caesio och familjen Caesionidae. Inga underarter finns listade.